# 墓場鬼太郎 (テレビアニメ)
『墓場鬼太郎』（はかばきたろう）は、2008年1月11日から3月21日までフジテレビほかの深夜アニメ枠『ノイタミナ』他で全11話が放送された、東映アニメーション制作のテレビアニメ。水木しげるの漫画『墓場鬼太郎』を原作とする、妖怪アニメ作品のテレビシリーズ。

## 概要
2007年8月の世界妖怪会議において京極夏彦より公式発表され、翌年1月より放送開始。内容は少年誌で連載される前の貸本版を原作とし、内容・キャラクターデザイン共に当時のものを踏襲した怪奇漫画風となっている。また、本作をアニメ『ゲゲゲ〜』第1・第2シリーズの前史および全鬼太郎アニメシリーズ共通のプロローグ的位置付けを持たせる意味もあったため、第1・第2シリーズで鬼太郎・ねずみ男を演じた野沢雅子・大塚周夫が当時と同じ役を演じた。そして目玉親父はこれまでのシリーズと同様、田の中勇がつとめている。鬼太郎と目玉おやじは全話登場し、ねずみ男は第2話で鬼太郎親子と出会ってから毎回姿を見せている。『ゲゲゲ～』シリーズでの他の鬼太郎ファミリーは登場しないが、猫娘の原型的な存在である寝子が序盤で登場し、声は鬼太郎ファンであるタレント・女優の中川翔子が特別出演している。
『鬼太郎』シリーズのオープニング主題歌で唯一『ゲゲゲの鬼太郎』が使われていない中、アニメ『ゲゲゲ〜』の第5シリーズが放送中ということもあり、深夜アニメとしては好視聴率を記録した。音楽は第4シリーズと同じく和田薫が担当し、曲は全て本作オリジナルだが同様の妖怪的な雰囲気を表現されたものが多くなっている。
「鬼太郎の両親が血液銀行に血を売った事で、幽霊病の感染者が発生する」という物語の発端となるエピソードが、全く異なる物に変更されたり、10話に登場するチベットの高僧の名前が変更されている等、現在の放送倫理に基づいた改変が行われている部分がある。なお、DVDでは未放映シーンが追加された。
エンディングのサビ部分で画面左側の小さな画面に次回予告を流している。また、背景に表示された文章も次回の脚本の一部である。最終話は全11話のダイジェスト紹介と、未映像化の「ないしょの話」の脚本テキストの一部が流されている。

## キャスト
- 鬼太郎 - 野沢雅子[3]
- 目玉親父 - 田の中勇[3]
- ねずみ男 - 大塚周夫[3]
- 寝子 - 中川翔子[3]（特別出演）
- 水木 - 大川透[3]
- 物の怪 - 塩屋浩三
- ニセ鬼太郎 - 伊倉一恵
- トランプ重井 - ピエール瀧[3]（特別出演）
- 鬼太郎の父 - 郷里大輔[3]
- 鬼太郎の母 - 鈴木れい子[3]
- 社長 - 佐藤正治
- 水木の母 - 真山亜子[3]
- 有馬汎 - 堀秀行
- トムポ - 京極夏彦（特別出演）
- ガマ令嬢 - 川浪葉子
- 案内人 - 茶風林
- 協森社長 - 川津泰彦
- ドラキュラ四世 - 大友龍三郎[3]
- 夜叉 - 堀秀行[3]
- 水神 - 川津泰彦
- 人狼 - 宝亀克寿

## スタッフ
- 原作：水木しげる[3]
- シリーズディレクター：地岡公俊[3]
- シリーズ構成：成田良美[3]
- 音楽：和田薫[3]
- キャラクターデザイン・総作画監督：山室直儀[3]
- 美術デザイン：本間禎章
- 美術ボード：倉橋隆[3]
- 色彩設計：辻田邦夫[3]
- 撮影監督：入部章
- CGディレクター：森田信廣[3]
- 編集：片瀬健太
- プロデューサー：高瀬敦也、細見康介、梅澤淳稔、池澤良幸
- アニメーション制作：東映アニメーション[3]
- 制作：墓場鬼太郎製作委員会[3]（フジテレビジョン、東映アニメーション、アスミック・エース エンタテインメント、電通、ソニー・ミュージックエンタテインメント、スカパー・ウェルシンク、読売広告社）

## 主題歌

### オープニングテーマ
「モノノケダンス」
電気グルーヴ（Ki/oon Records）によるオープニングテーマ。作詞は石野卓球、ピエール瀧、作曲は石野卓球、編曲は電気グルーヴ。
映像では原作漫画をそのまま取り込んだイメージで、白黒画面の一部のみに着色して動かす画面構成になっている。

### エンディングテーマ
「snow tears」
中川翔子（Sony Music Records）によるエンディングテーマ。作詞は1pack market、中川翔子、作曲は鈴木大輔、編曲はnishi-ken。

## 各話リスト
本作では全編を通してサブタイトルの読み上げがなく、表示された後に下駄の音が聞こえるのが特徴。
| 話数 | 放送日         | サブタイトル         | 原作タイトル                                     | 脚本       | 絵コンテ       | 演出                | 作画監督          | 美術                |
| ---- | -------------- | -------------------- | ------------------------------------------------ | ---------- | -------------- | ------------------- | ----------------- | ------------------- |
| 1    | 2008年 1月11日 | 鬼太郎誕生           | 幽霊一家 地獄の片道切符                          | 成田良美   | 地岡公俊       | 羽多野浩平 地岡公俊 | 窪秀巳            | 保坂有美            |
| 2    | 1月18日        | 夜叉対ドラキュラ四世 | 下宿屋 あう時はいつも死人                        | 成田良美   | 角銅博之       | 角銅博之            | 波風立流          | 杦浦正一郎          |
| 3    | 1月25日        | 吸血木               | 吸血木と猫娘 地獄の散歩道 水神様が町へやってきた | 長谷川圭一 | うえだひでひと | うえだひでひと      | 岡辰也            | 増田竜太郎          |
| 4    | 2月1日         | 寝子                 | 吸血木と猫娘                                     | 高橋郁子   | 中村哲治       | 中村哲治            | 袴田裕二 窪秀巳   | 杦浦正一郎 斉藤信二 |
| 5    | 2月8日         | ニセ鬼太郎           | 地獄の散歩道                                     | 高橋郁子   | 地岡公俊       | 羽多野浩平 地岡公俊 | 橋本敬史 窪秀巳   | 北村芳子            |
| 6    | 2月15日        | 水神様               | 水神様が町へやってきた                           | 成田良美   | 石黒育         | 石黒育              | 清水昌之 曾我篤史 | 倉橋隆              |
| 7    | 2月22日        | 人狼と幽霊列車       | 顔のない敵                                       | 成田良美   | 芝田浩樹       | 芝田浩樹            | 大西陽一          | 杦浦正一郎 大谷正信 |
| 8    | 2月29日        | 怪奇一番勝負         | 同                                               | 堤泰之     | 角銅博之       | 角銅博之            | 窪秀巳 袴田裕二   | 北村芳子            |
| 9    | 3月7日         | 霧の中のジョニー     | 同                                               | 長谷川圭一 | うえだひでひと | うえだひでひと      | 岡辰也            | 増田竜太郎          |
| 10   | 3月14日        | ブリガドーン         | ボクは新入生                                     | 堤泰之     | 佐藤順一       | 羽多野浩平          | 袴田裕二 窪秀巳   | 杦浦正一郎 大谷正信 |
| 11   | 3月21日        | アホな男             | 怪奇オリンピック -アホな男-                      | 成田良美   | 地岡公俊       | 地岡公俊            | 山室直儀          | くらはしたかし      |

## 放送局
| 放送地域       | 放送局              | 放送期間                       | 放送日時                                        | 放送系列       | 備考                                                                                       |
| -------------- | ------------------- | ------------------------------ | ----------------------------------------------- | -------------- | ------------------------------------------------------------------------------------------ |
| 関東広域圏     | フジテレビ          | 2008年1月11日 - 3月21日        | 金曜 0:45 - 1:15（木曜深夜）                    | フジテレビ系列 | 製作委員会参加                                                                             |
| 近畿広域圏     | 関西テレビ          | 2008年1月16日 - 4月2日         | 水曜 1:45 - 2:15（火曜深夜）                    | フジテレビ系列 |                                                                                            |
| 中京広域圏     | 東海テレビ          | 2008年1月18日 - 3月28日        | 金曜 2:05 - 2:35（木曜深夜）                    | フジテレビ系列 |                                                                                            |
| 福岡県         | テレビ西日本        | 2008年1月24日 - 4月3日         | 木曜 2:15 - 2:45（水曜深夜）                    | フジテレビ系列 |                                                                                            |
| 新潟県         | 新潟総合テレビ      | 2008年1月25日 - 4月4日         | 金曜 2:00 - 2:30（木曜深夜）                    | フジテレビ系列 |                                                                                            |
| 北海道         | 北海道文化放送      | 2008年2月6日 - 4月16日         | 水曜 1:10 - 1:40（火曜深夜）                    | フジテレビ系列 |                                                                                            |
| 島根県・鳥取県 | 山陰中央テレビ      | 2008年3月3日 - 6月23日         | 月曜 0:45 - 1:15（日曜深夜）                    | フジテレビ系列 |                                                                                            |
| 熊本県         | テレビ熊本          | 2008年3月19日 - 5月28日        | 水曜 2:05 - 2:35（火曜深夜）                    | フジテレビ系列 |                                                                                            |
| 広島県         | テレビ新広島        | 2008年4月10日 - 6月19日        | 木曜 1:00 - 1:30（水曜深夜）                    | フジテレビ系列 |                                                                                            |
| 長崎県         | テレビ長崎          | 2008年6月21日 - 9月6日         | 土曜 1:45 - 2:15（金曜深夜）                    | フジテレビ系列 |                                                                                            |
| 佐賀県         | サガテレビ          | 2008年10月16日 - 2009年1月8日  | 木曜 0:35 - 1:05（水曜深夜）                    | フジテレビ系列 |                                                                                            |
| 全国放送       | フジテレビ721・CSHD | 2008年12月4日 - 2009年1月1日   | 木曜 1:00 - 1:50（水曜深夜）                    | CS放送         | 2話連続放送 リピート放送あり                                                               |
| 全国放送       | アニマックス        | 2009年11月11日 - 2010年1月27日 | 水曜 22:00 - 22:30                              | CS放送         | LEVEL22枠 リピート放送あり                                                                 |
| 宮城県         | 仙台放送            | 2011年1月5日 - 3月23日         | 水曜 1:45 - 2:15（火曜深夜） （初週は2:30より） | フジテレビ系列 | 当初、最終11話は2011年3月16日放送予定であったが 東北地方太平洋沖地震の影響で延期となった。 |

初回視聴率は4.8%。

## 評価
第1話を視聴した原作者の水木は「この絵をかいたモンは上手い。コレは面白いよ!よーできちょー!」と公式サイトに絶賛のコメントを寄せている。
鬼太郎役の野沢雅子は「今までアニメ化されたことの無い、鬼太郎の"誕生"からじゃないですか。鬼太郎の両親がまだ生存しているところから始まるから、とても新鮮味がありました。田の中さん、大塚さんとはすぐに息が合ってやりやすいし、是非みなさんに観ていただきたいですね。ムードはバッチリ!」とコメントしている。
寝子役の中川翔子は「数十年のときを超えて、今だからこそ表現できた、怖ろしいけど、美しい世界。やっぱり、野沢さん、田の中さん、大塚さんの3人がそろったときの威力はすばらしいです。この作品が形に残せることが本当によかったと思います。いつの日か、自分の子供には絶対見せたいです。見せたときに寝子のところでおびえたら、ママが寝子なんだぞといっておどかすのが夢です(笑)。」とコメントしている。
小黒祐一郎は「『墓場鬼太郎』1話を観た。画作りが、なかなかいい感じ。全部原作通りではなかったけれど、一度映像で観てみたかった鬼太郎が片目になる過程や、目玉おやじが目玉になるところが観られて、まずは満足。今更言うまでもない事だけれど、やっぱり野沢雅子は上手い。田の中勇の目玉おやじも、普段とちょっと演技が違うところがあって新鮮だった。オープニングは面白いセンス。さすがだ。」とコメントしている。
アニメ監督、脚本家の岡田麿里は印象に残っているノイタミナ作品として「中でも本作は良いなあって思います。水木しげるさんの作品が私は好きなので。」とコメントしている。

## 受賞歴
- 第12回文化庁メディア芸術祭アニメーション部門 審査委員会推薦作品[10]。
- 第8回映像技術賞映像技術奨励賞・ノイタミア賞受賞。
- 日本オタク大賞2008オタク大賞受賞[11]。（ゲゲゲの鬼太郎(テレビアニメ第5シリーズ)と共に）

## 関連商品

### DVD
いずれも発売元はアスミックとフジテレビジョン、販売元は角川エンタテインメント。
一部の映像が、放送版とは異なるDVDオリジナル映像で収録されている。
| 墓場鬼太郎 | 墓場鬼太郎    | 墓場鬼太郎 | 墓場鬼太郎     |
| 巻数       | 発売日        | 品番       | 収録話         |
| ---------- | ------------- | ---------- | -------------- |
| 第一集     | 2008年4月23日 | ACBA-10564 | 第1話 - 第2話  |
| 第二集     | 2008年5月21日 | ACBA-10565 | 第3話 - 第5話  |
| 第三集     | 2008年6月25日 | ACBA-10566 | 第6話 - 第8話  |
| 第四集     | 2008年7月23日 | ACBA-10567 | 第9話 - 第11話 |

BOX
| タイトル               | 発売日        | 品番       | 収録話 |
| ---------------------- | ------------- | ---------- | ------ |
| 墓場鬼太郎 Blu-ray BOX | 2011年2月23日 | ACXA-10823 | 全11話 |

### CD
シングル
1. snow tears（2008年1月30日発売、ソニー・ミュージックレコーズ、通常盤:SRCL-6700、CD+DVD盤、SRCL-6698、墓場鬼太郎・寝子盤、SRCL-6701）
  - 中川翔子が歌うエンディングテーマと挿入歌「君にメロロン」を収録。寝子盤にはエンディングテーマのTVサイズも収録されている。

2. モノノケダンス（2008年2月14日発売、KSCL-1208、キューンレコード）
  - 電気グルーヴが歌う主題歌とトランプ重井（ピエール瀧）が歌う挿入歌「有楽町で溶けましょう」を収録。

アルバム
1. 墓場鬼太郎 オリジナル・サウンドトラック（2008年3月19日発売、キューンレコード、品番：KSCL-1222）
  - 主題歌（TVサイズ）、BGM、挿入歌を収録。